# Alexandre Jozef Lisovski
Pour les articles homonymes, voir Lissovski.
Alexandre Jozef Lisovski (russe : Алекса́ндр Ю́зеф Лисо́вский ; polonais : Aleksander Józef Lisowski), né en 1580 et mort le 11 octobre 1616, est un aristocrate polonais qui, à la tête de détachements de cavalerie légère (« le lisovtchiki »), saccage le territoire russe durant les Temps des troubles. 

## Premières années
Alexandre Lisovski est né dans la région de Vilnius. Il fait ses études dans un collège jésuite de la ville de Vilnius. Sa carrière militaire débute dans l'armée valache de Michel Ier le Brave, mais, après la guerre des magnats moldaves, en 1600, il rejoint ses compatriotes. En 1604 il entre dans les forces du Castellan polonais Janusz Radziwiłł (1579-1620).
Il participe à la rébellion de Zebrzydowski en 1607. Puis il part en Russie avec 600 hommes, où il soutient le Second faux Dimitri. À Starodoub, il reçoit le grade de colonel et son détachement se voit renforcé de nombreux soldats russes. 
En mars 1608, Lisovski entreprend un raid sur les terres de Riazan (où les survivants du soulèvement organisé par Ivan Bolotnikov se joignent à ses troupes) et y remporte sa première grande victoire, celle de la bataille de Zaraïsk contre l'armée du tsar. Mais la prise de la ville est de courte durée. 
Les forces armées sous les ordres de Lisovski ne s'engageaient pas souvent dans des combats contre des armées régulières. Elles préféraient s'attaquer à des villes et des monastères ou dans des batailles contre des paysans. Des témoignages accablent Lisovski à propos de sa cruauté. Il n'accordait pas de pitié aux femmes et aux enfants, ne laissant qu'un désert derrière lui.

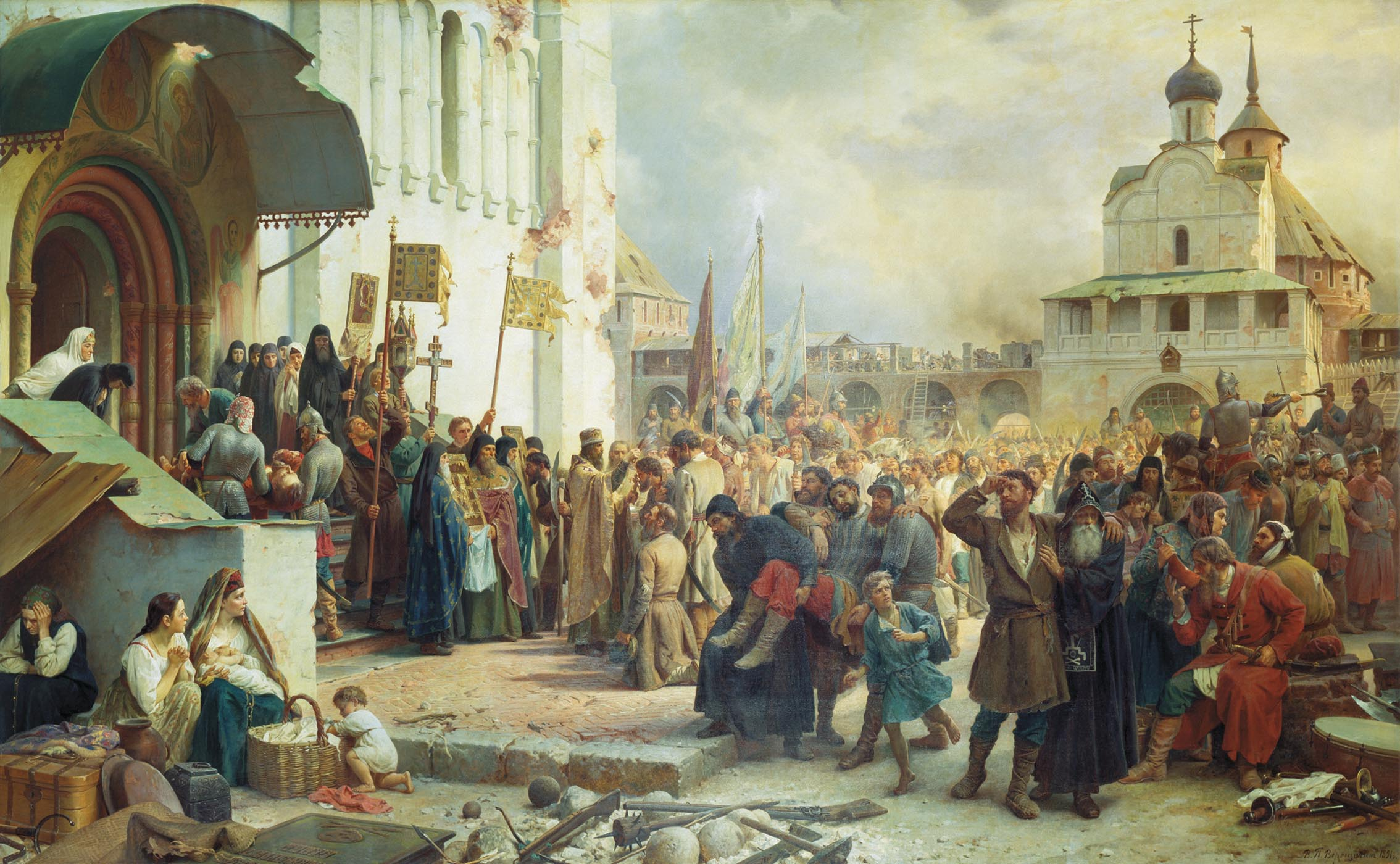
Le siège de la laure de la Trinité-Saint-Serge en 1608, par Vassili Verechtchaguine.

Avec Jean Pierre Sapieha, il prend part, en septembre 1608, au siège de la Laure de la Trinité-Saint-Serge. En février 1609 avec 2 000 hommes, il arrive à Souzdal et prend les villes de Chouïa et de Ples. Le 30 avril, il parvient à Iaroslavl. Le 8 juin, il prend Kinechma. Il choisit la ville de Souzdal comme base pour ses attaques dans cette région.

## Au service du roi de Pologne
Pour son entrée en lice dans la guerre de la république des Deux Nations, Lisovski prend le parti du roi Sigismond III de Pologne. En 1613, il combat avec succès à Smolensk. Pour ses faits d'armes il reçoit le grade de colonel de sa majesté et une patente pour créer un nouveau régiment appelé « le lisovtchiki ».

## Le raid de Lisovski de 1615
En 1615, à la tête d'un détachement de 2 000 soldats, il organise une incursion dans le territoire du tsarat de Russie. L'opération est organisée à partir de la ville de Smolensk. Au printemps, durant onze semaines il assiège Briansk sans succès, mais le 19 juin il parvient à prendre Karatchev et Orel. Le 6 septembre près d'Orel il défait l'avant-garde de Dmitri Pojarski. Puis Lisovski prend Bolkhov et Beliov. En novembre, il est à Rjev. Pour ce raid, Lisovski est reçu en audience par le roi et bénéficie de dix mille florins d'avance pour la mise sur pied d'une nouvelle campagne.

## Mort
Il rassemble une armée près de Gomel à l'automne, pour repartir piller des terres de Russie. Mais il meurt en tombant de cheval. Il ne laisse rien derrière lui : ni héritiers ni propriétés. Il reste un symbole de guerrier invincible et insaisissable.  